# Associazione Calcio Brescia 1965-1966
Questa voce raccoglie le informazioni riguardanti l'Associazione Calcio Brescia nelle competizioni ufficiali della stagione 1965-1966

## Stagione
Nella stagione 1965-1966 il Brescia disputa il campionato di Serie A. In vista della nuova categoria le Rondinelle acquistano i difensori Vaini (Potenza) e Robotti (Fiorentina), i centrocampisti Beretta (Padova) e Bruells (Modena) e gli attaccanti Giacomini (Genoa) e Manfredini (Roma), partono invece diversi protagonisti della promozione, su tutti Azeglio Vicini; in rosa sono presenti il bomber De Paoli e i giovani protagonisti Bresciani della promozione, Ottavio Bianchi ed Egidio Salvi; con 32 punti in classifica si piazza in nona posizione. Ritornato nella massima categoria dopo ben diciotto anni d'assenza, il Brescia riuscì a disputare un discreto campionato e a salvarsi senza troppi patemi, con cinque punti di vantaggio sulla Sampdoria. Lo scudetto è stato vinto dall'Inter con 50 punti, al suo decimo titolo tricolore, davanti al Bologna con 46 punti, terzo il Napoli con 45 punti. Scendono in Serie B la Sampdoria con 27 punti, il Catania con 22 punti ed il Varese con 15 punti.

Una fase di Brescia-Juventus (4-0)

Il Brescia allenato da Renato Gei aprì il campionato con una vittoria per 4-1 ai danni del Catania al Rigamonti con doppietta di De Paoli e gol di Maestri e Salvi, tuttavia le Rondinelle torneranno a ridimensionarsi a seguito delle sconfitte con Fiorentina e Milan prima del successo nel derby con l'Atalanta alla quarta giornata. Durante questa stagione il Brescia, nonostante certi risultati altalenanti, riuscirà a giocare un bel campionato tanto che la squadra lombarda ottenne la sua vittoria più larga nei confronti della Juventus, vincendo per 4-0 al Rigamonti, in gol Ottavio Bianchi, Manfredini, Bruells e Salvi, ma incappò anche in una delle più pesanti sconfitte nei derby lombardi: perse infatti per 7-0 contro l'Inter a San Siro. Sarà però a partire da questa sconfitta che le Rondinelle vinceranno tre partite consecutive, compresi il 4-0 inflitto al Foggia con tripletta di De Paoli e il 3-0 in trasferta con Lazio, prima di una sconfitta per 4-1 con il Vicenza. Alla 30ª giornata il Brescia riuscirà a battere la Roma per 3-0 e a portarsi a 6 punti dalle Coppe Europee, tuttavia gli uomini di Renato Gei perderanno 3 partite consecutive prima di pareggiare per 2-2 con la SPAL all'ultima di campionato.
Dopo aver vinto lo scorso anno la classifica dei marcatori con 20 reti, anche in questa stagione in Serie A Virginio De Paoli con 13 reti in campionato ed una in Coppa Italia, risulta il miglior realizzatore delle rondinelle.
In Coppa Italia le rondinelle vennero eliminate dal Catania al secondo turno (2-3 il risultato finale), dopo aver battuto 2-1 il Mantova.

## Divise
Le maglie utilizzate nella stagione furono quelle "classiche" degli anni sessanta: blu Savoia con V bianca la prima divisa, bianca con V rossa la seconda.
| Casa | Trasferta |

## Rosa
| N. |                   | Ruolo | Calciatore         |
| -- | ----------------- | ----- | ------------------ |
|    | Italia (bandiera) | P     | Luigi Brotto       |
|    | Italia (bandiera) | P     | Gianvito Geotti    |
|    | Italia (bandiera) | D     | Alberto Fumagalli  |
|    | Italia (bandiera) | D     | Eugenio Rizzolini  |
|    | Italia (bandiera) | D     | Giancarlo Vasini   |
|    | Italia (bandiera) | D     | Enzo Robotti       |
|    | Italia (bandiera) | D     | Giovanni Botti     |
|    | Italia (bandiera) | D     | Ferdinando Mangili |
|    | Italia (bandiera) | D     | Paolo Vaini        |
|    | Italia (bandiera) | D     | Bernardino Busi    |
|    | Italia (bandiera) | C     | Candido Beretta    |

| N. |                           | Ruolo | Calciatore         |
| -- | ------------------------- | ----- | ------------------ |
|    | Italia (bandiera)         | C     | Ottavio Bianchi    |
|    | Germania Ovest (bandiera) | C     | Albert Brülls      |
|    | Italia (bandiera)         | C     | Massimo Giacomini  |
|    | Italia (bandiera)         | C     | Fernando Veneranda |
|    | Italia (bandiera)         | A     | Egidio Salvi       |
|    | Italia (bandiera)         | A     | Abbondanzio Pagani |
|    | Italia (bandiera)         | A     | Virginio De Paoli  |
|    | Italia (bandiera)         | A     | Franco Vanzini     |
|    | Argentina (bandiera)      | A     | Pedro Manfredini   |
|    | Italia (bandiera)         | A     | Santino Maestri    |
|    | Italia (bandiera)         | A     | Walter Frisoni     |

## Risultati

### Serie A

#### Girone di andata
| Arbitro: | Marengo (Chiavari) |

|                                         |           |             |
| Maestri 25’ De Paoli 32’, 44’ Salvi 77’ | Marcatori | 38’ Facchin |

| Arbitro: | Gonella (Asti) |

|                                |           |  |
| Rizzolini 6’ (aut.) Hamrin 50’ | Marcatori |  |

| Arbitro: | Varazzani (Parma) |

|  |           |                           |
|  | Marcatori | 65’, 69’ Sormani 82’ Mora |

| Arbitro: | Politano (Cuneo) |

|                            |           |  |
| Veneranda 38’ De Paoli 77’ | Marcatori |  |

| Arbitro: | Genel (Trieste) |

|          |           |  |
| Bean 17’ | Marcatori |  |

| Arbitro: | Marchiori (Padova) |

|            |           |  |
| Brülls 72’ | Marcatori |  |

| Arbitro: | Sbardella (Roma) |

|                    |           |  |
| Longoni 11’ (rig.) | Marcatori |  |

| Arbitro: | Angonese (Mestre) |

|                                 |           |                             |
| Landini 38’ (aut.) De Paoli 48’ | Marcatori | 47’ Domenghini 71’ Guarneri |

| Arbitro: | De Marchi (Pordenone) |

|             |           |  |
| Favalli 32’ | Marcatori |  |

| Arbitro: | Francescon (Padova) |

|                          |           |             |
| De Paoli 69’ (rig.), 70’ | Marcatori | 59’ D'Amato |

| Arbitro: | Marchiori (Padova) |

|                               |           |  |
| Albrigi 9’ Poletti 69’ (rig.) | Marcatori |  |

| Arbitro: | Genel (Trieste) |

|           |           |  |
| Brülls 9’ | Marcatori |  |

| Arbitro: | De Robbio (Salerno) |

|              |           |             |
| Ardizzon 39’ | Marcatori | 44’ Bianchi |

| Arbitro: | Sbardella (Roma) |

|                                                 |           |  |
| Bianchi 17’ Manfredini 30’ Brülls 65’ Salvi 73’ | Marcatori |  |

| Arbitro: | Pieroni (Roma) |

|                 |           |              |
| Perani 25’, 74’ | Marcatori | 13’ De Paoli |

| Arbitro: | Carminati (Milano) |

|                         |           |                        |
| Robotti 52’ Bianchi 61’ | Marcatori | 17’ Combin 67’ Bagatti |

| Arbitro: | Marengo (Chiavari) |

|  |           |                               |
|  | Marcatori | 51’ (aut.) Colombo 73’ Pagani |

#### Girone di ritorno
| Arbitro: | Vitullo (Roma) |

|                 |           |               |
| Buzzacchera 53’ | Marcatori | 79’ Rizzolini |

| Arbitro: | De Robbio (Salerno) |

|                   |           |                               |
| Pagani 85’ (rig.) | Marcatori | 14’ Brugnera 82’ (rig.) Merlo |

| Arbitro: | De Marchi (Pordenone) |

|                                  |           |            |
| Sormani 36’ (rig.) Angelillo 56’ | Marcatori | 74’ Pagani |

| Bergamo 13 febbraio 1966 21ª giornata | Atalanta            | 0 – 0 | Brescia | Stadio Comunale\| Arbitro: \| Bernardis (Trieste) \| |
| Arbitro:                              | Bernardis (Trieste) |       |         |                                                      |

| Brescia 20 febbraio 1966 22ª giornata | Brescia             | 0 – 0 | Napoli | Stadio Mario Rigamonti\| Arbitro: \| Lo Bello (Siracusa) \| |
| Arbitro:                              | Lo Bello (Siracusa) |       |        |                                                             |

| Arbitro: | Francescon (Padova) |

|  |           |                        |
|  | Marcatori | 44’ Bianchi 84’ Brülls |

| Brescia 6 marzo 1966 24ª giornata | Brescia           | 0 – 0 | Cagliari | Stadio Mario Rigamonti\| Arbitro: \| Angonese (Mestre) \| |
| Arbitro:                          | Angonese (Mestre) |       |          |                                                           |

| Arbitro: | Vitullo (Roma) |

|                                                                 |           |  |
| Domenghini 1’, 16’ Jair 20’ Mazzola 50’, 78’, 85’ Facchetti 52’ | Marcatori |  |

| Arbitro: | Genel (Trieste) |

|                                   |           |  |
| De Paoli 32’, 51’, 77’ Pagani 37’ | Marcatori |  |

| Arbitro: | Varazzani (Parma) |

|  |           |                                  |
|  | Marcatori | 3’ Brülls 83’ Bianchi 90’ Pagani |

| Arbitro: | De Marchi (Pordenone) |

|                                 |           |                   |
| De Paoli 40’ (rig.) Bianchi 73’ | Marcatori | 79’ (rig.) Meroni |

| Arbitro: | Marengo (Chiavari) |

|                                                  |           |                     |
| Vinício 63’ Maraschi 67’ Tiberi 78’ Colausig 80’ | Marcatori | 66’ (rig.) De Paoli |

| Arbitro: | Varazzani (Parma) |

|                                            |           |  |
| Pagani 6’ Brülls 14’ Carpenetti 73’ (aut.) | Marcatori |  |

| Arbitro: | Piantoni (Terni) |

|                                  |           |           |
| Menichelli 18’, 50’ Leoncini 85’ | Marcatori | 5’ Pagani |

| Arbitro: | Sbardella (Roma) |

|  |           |            |
|  | Marcatori | 26’ Haller |

| Arbitro: | Barolo (Bassano del Grappa) |

|                        |           |  |
| Ossola 58’ Bagatti 62’ | Marcatori |  |

| Arbitro: | Lo Bello (Siracusa) |

|                        |           |                          |
| Vaini 30’ De Paoli 58’ | Marcatori | 61’ Frascoli 70’ Bagnoli |

### Coppa Italia
| Arbitro: | Gonella (Torino) |

|                |           |                         |
| Di Giacomo 54’ | Marcatori | 4’ De Paoli 59’ Bianchi |

| Arbitro: | Varazzani (Parma) |

|                            |           |                       |
| Cella 12’ Facchin 52’, 73’ | Marcatori | 4’ Frisoni 28’ Brülls |

## Statistiche

### Statistiche di squadra
| Competizione | Punti | In casa | In casa | In casa | In casa | In casa | In casa | In trasferta | In trasferta | In trasferta | In trasferta | In trasferta | In trasferta | Totale | Totale | Totale | Totale | Totale | Totale | DR |
| Competizione | Punti | G       | V       | N       | P       | Gf      | Gs      | G            | V            | N            | P            | Gf           | Gs           | G      | V      | N      | P      | Gf     | Gs     | DR |
| ------------ | ----- | ------- | ------- | ------- | ------- | ------- | ------- | ------------ | ------------ | ------------ | ------------ | ------------ | ------------ | ------ | ------ | ------ | ------ | ------ | ------ | -- |
| Serie A      | 32    | 17      | 9       | 5       | 3       | 30      | 15      | 17           | 3            | 3            | 11           | 13           | 29           | 34     | 12     | 8      | 14     | 43     | 44     | -1 |
| Coppa Italia | -     | -       | -       | -       | -       | -       | -       | 2            | 1            | 0            | 1            | 4            | 4            | 2      | 1      | 0      | 1      | 4      | 4      | 0  |
| Totale       | -     | 17      | 9       | 5       | 3       | 30      | 15      | 19           | 4            | 3            | 12           | 17           | 33           | 36     | 13     | 8      | 15     | 47     | 48     | -1 |

### Statistiche dei giocatori
| Giocatore     | Serie A  | Serie A | Coppa Italia | Coppa Italia | Totale   | Totale |
| Giocatore     | Presenze | Reti    | Presenze     | Reti         | Presenze | Reti   |
| ------------- | -------- | ------- | ------------ | ------------ | -------- | ------ |
| C. Beretta    | 33       | 0       | 2            | 0            | 35       | 0      |
| O. Bianchi    | 26       | 6       | 1            | 1            | 27       | 7      |
| G. Botti      | 0        | 0       | 0            | 0            | 0        | 0      |
| L. Brotto     | 21       | -31     | 1            | 0            | 22       | -31    |
| A. Brülls     | 30       | 6       | 2            | 1            | 32       | 7      |
| B. Busi       | 8        | 0       | 1            | 0            | 9        | 0      |
| V. De Paoli   | 31       | 13      | 1            | 1            | 32       | 14     |
| W. Frisoni    | 3        | 0       | 1            | 1            | 4        | 1      |
| A. Fumagalli  | 29       | 0       | 2            | 0            | 31       | 0      |
| G. Geotti     | 13       | -13     | 2            | -4           | 15       | -17    |
| M. Giacomini  | 12       | 0       | 2            | 0            | 14       | 0      |
| S. Maestri    | 9        | 1       | 1            | 0            | 10       | 1      |
| P. Manfredini | 8        | 1       | 0            | 0            | 8        | 1      |
| F. Mangili    | 16       | 0       | 2            | 0            | 18       | 0      |
| A. Pagani     | 13       | 7       | 0            | 0            | 13       | 7      |
| E. Rizzolini  | 34       | 1       | 2            | 0            | 36       | 1      |
| E. Robotti    | 30       | 1       | 1            | 0            | 31       | 1      |
| E. Salvi      | 27       | 2       | 1            | 0            | 28       | 2      |
| P. Vaini      | 9        | 1       | 1            | 0            | 10       | 1      |
| F. Vanzini    | 0        | 0       | 0            | 0            | 0        | 0      |
| G. Vasini     | 18       | 0       | 0            | 0            | 18       | 0      |
| F. Veneranda  | 4        | 1       | 1            | 0            | 5        | 1      |